# Ordinaal nut
Ordinaal nut (of ook wel de ordinale nutstheorie) stelt dat, hoewel het nut van een bepaald goed of dienst niet kan worden gemeten door gebruik te maken van een numerieke schaal, dit wel kan door een individu te vragen verschillende alternatieven in volgorde van minder, gelijk of beter kwalitatief te ordenen. Goederen worden in deze context vaak beschouwd als 'bundels' of 'mandjes'. Geeft Peter bijvoorbeeld de voorkeur aan 3 appels en 2 sinaasappels of heeft hij toch liever 3 sinaasappels en 2 appels? Wanneer Peter gevraagd wordt een groot aantal van dergelijke goederenmandjes op deze manier kwalitatief met elkaar te vergelijken, kunnen zijn voorkeuren concreet worden gemaakt. Deze informatie wordt meestal afgebeeld in een grafiek, die een indifferentiecurve (letterlijk een "onverschilligheidskromme") wordt genoemd. Een voorbeeld van zo'n indifferentiecurve wordt hieronder afgebeeld: